# 沙特莱 (汝拉省)
沙特莱（法語：Chatelay，法語發音：[ʃatlɛ]）是法国汝拉省的一个市镇，属于多勒区。

## 地理
沙特莱（47°1'43"N, 5°42'7"E）面积13.07 平方千米，位于法国勃艮第-弗朗什-孔泰大區汝拉省，该省份为法国东部内陆省份，北起上索恩省，西北接科多尔省，西临索恩-卢瓦尔省，南至安省，东与杜省和瑞士接壤。
与沙特莱接壤的市镇（或旧市镇、城区）包括：埃特勒皮涅、卢河畔希塞、热尔米涅。

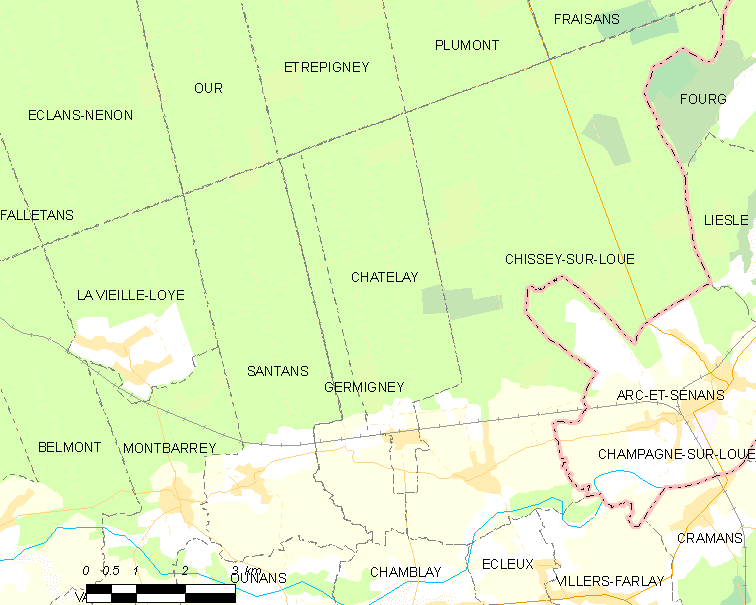
的OSM定位图

沙特莱的时区为UTC+01:00、UTC+02:00（夏令时）。

## 行政
沙特莱的邮政编码为39380，INSEE市镇编码为39117。

## 政治
沙特莱所属的省级选区为蒙苏沃德雷县。

## 人口

1962-2008年间人口变化图示

沙特莱于2022年1月1日时的人口数量为100人。